# Уотсон и акула
«Уотсон и акула» (англ. Watson and the Shark) — картина маслом художника Джона Синглтона Копли, написанная в 1778 году и изображающая спасение Брука Уотсона от нападения акулы в Гаване (Куба). Первоначальная из трёх существующих версий картины Копли находится в Национальной галерее искусства (Вашингтон, округ Колумбия).

## Сюжет
Сюжет картины основан на реальном событии — нападении акулы на Брука Уотсона, которое произошло в гавани Гаваны в 1749 году. Брук Уотсон был 14-летним сиротой, членом экипажа торгового корабля своего дяди. Купаясь в одиночестве, он был внезапно дважды атакован акулой. При первой атаке акула вырвала кусок плоти из правой ноги Уотсона ниже колена, а при второй откусила ему ступню. Экипаж корабля, который плыл неподалёку, готовясь высадить капитана на берег, отбил атаку акулы и спас Уотсона. Его нога в итоге была ампутирована ниже колена, но он продолжал жить полноценной жизнью и даже стал впоследствии лордом-мэром Лондона. Этот случай является самым ранним полностью задокументированным нападением акулы на человека.

## История
Копли и Брук Уотсон стали друзьями в 1774 году, когда Копли приехал из Америки в Лондон. Уотсон предложил ему создать картину о событиях 1749 года, и Копли создал в итоге три её версии в 1778 году. Картина написана в стиле романтизма.
Её первая версия находится в Национальной галерее искусства в Вашингтоне, вторая (полноразмерная, сделанная Копли для себя) — в Музее изобразительных искусств в Бостоне, а третья, уменьшенная и с более вертикальной композицией, — в Институте искусств в Детройте.
Композиция картины намекает на картину Питера Пауля Рубенса «Иона, брошенный в море», а также на картину Рубенса «Чудесный улов рыбы» и одноименную картину Рафаэля.